# 東北産業博覧会

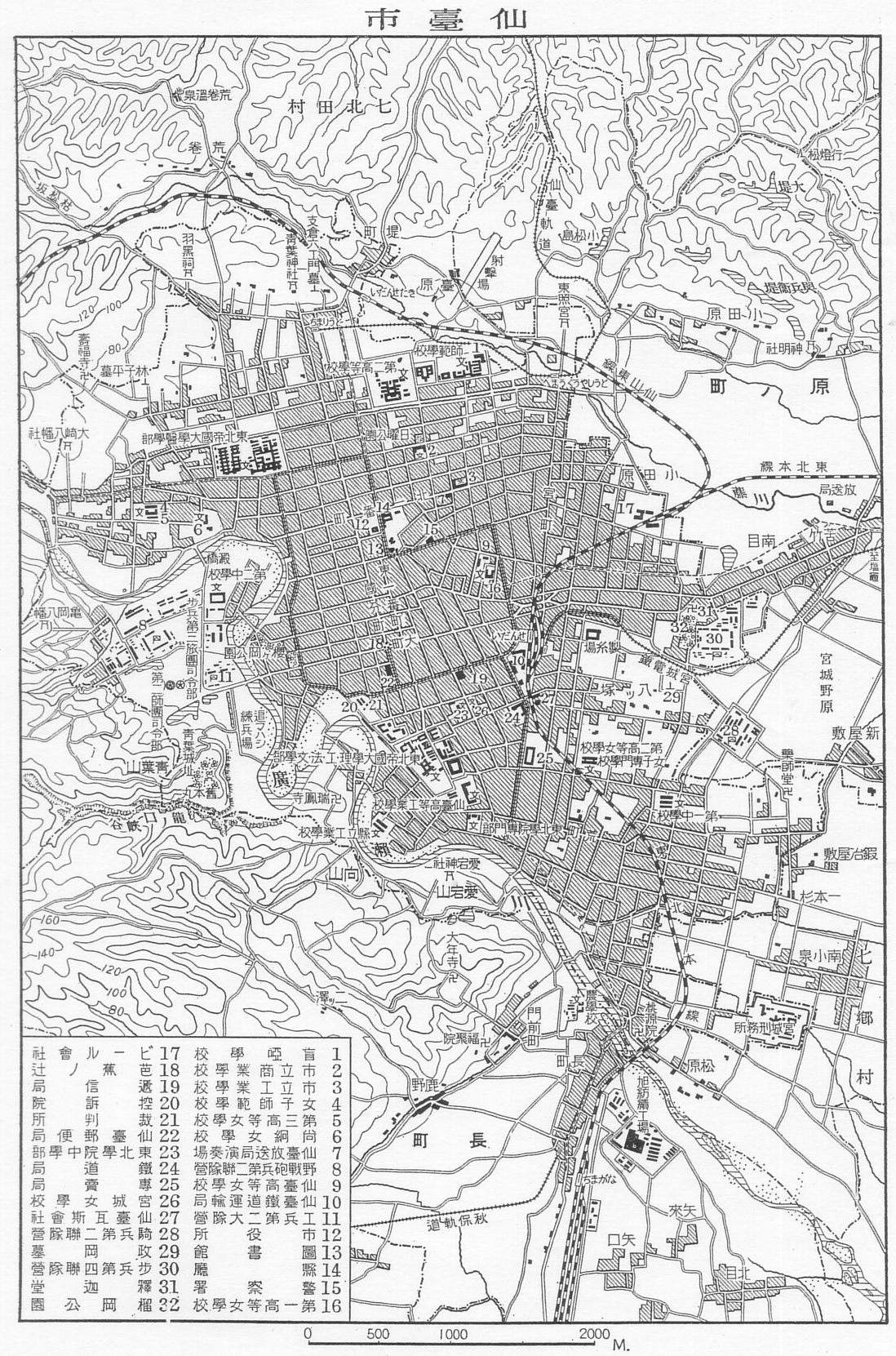
1927年（昭和2年）頃の仙臺市および近郊地図。宮城電鐵（現JR仙石線）や仙臺市電が開業し、会場と市中心部との間の旅客輸送を担った。
仲の瀬橋が両岸で繋がる道が現在と異なることに注意。櫻ヶ岡公園（現西公園）も榴岡公園も現在と面積が大きく異なる。

東北産業博覧会（とうほくさんぎょうはくらんかい）は、1928年（昭和3年）4月15日から6月3日まで、宮城県仙台市で開催された地方博覧会。

## 概要
第一次世界大戦（1914年（大正3年）7月28日 - 1918年（大正7年）11月11日）の間は日本は好景気であったが、その後は戦後恐慌となった。さらに1923年（大正12年）9月1日に発生した関東大震災により震災恐慌が発生し、1927年（昭和2年）3月からは昭和金融恐慌が発生した。このような不景気を克服するため、東北産業博覧会は企画・実施された。
博覧会は、大日本帝国陸軍・第2師団（仙台城二の丸に駐屯）隷下の騎兵第2連隊が宮城野（現・仙台市立東華中学校所在地など）に移転したその跡地に移転・新築したばかりの仙台第二中学校（北緯38度15分48.3秒 東経140度51分25.3秒。現・宮城県仙台第二高等学校の一部）を第一会場、広瀬川を挟んで、櫻ヶ岡公園（北緯38度15分36.6秒 東経140度51分39.1秒。現：西公園の一部）を第二会場とし、榴岡公園（北緯38度15分40.1秒 東経140度53分41秒。旧・桜の馬場）を第三会場とした。第一および第二の両会場は、広瀬川を挟んで向かい合う河岸段丘面に各々あり、両者の間には木造の仲の瀬橋が架かっていたが、第2師団隷下の工兵第2連隊（現仙台国際センターの地に駐屯）が、博覧会のために1週間で列柱橋に架け替えた。
博覧会の期間限定で、仲の瀬橋と平行して下流側（南側）に、広瀬川上空を横切って両会場を繋ぐ4線交走式20人乗りロープウェイも設置された。また、アトラクションとして、仲の瀬橋の近くにウォーターシュートもあった。他方、第二会場に純朝鮮建築で建設された朝鮮館は、博覧会が終了した後も保存され、仙台空襲による戦災も逃れて戦後も存在していた（現在は取り壊されて存在しない）。
博覧会総裁は渋沢栄一、副総裁は鹿又武三郎仙台市長、会長は仙台商業会議所会頭の伊沢平左衛門が務めた。また、会期中には閑院宮載仁親王や北白川宮能久親王大妃富子が視察を行った。
なお、博覧会開催の約1年半後の1930年（昭和5年）1月11日に実施された金解禁により日本経済は世界と直結し、前年1929年（昭和4年）10月24日から始まった世界恐慌に巻き込まれて昭和恐慌に陥った。

## 仙台の変化
仙台市は1889年（明治22年）4月1日の市制施行後初の市域拡大を1928年（昭和3年）4月1日に行い、名取郡長町、宮城郡原町および七郷村の南小泉を編入合併して人口が17万1008人となった。合併2週間後に開幕した当博覧会は約44万9000人の入場者数を集め、盛況だったと言える。その一方で3万円を超える赤字が発生してしまい、博覧会会長の伊沢仙台商業会議所会頭が単独寄付によって穴埋めをする事態ともなった。
市制施行直前の1887年（明治20年）12月15日の日本鉄道本線（現JR東北本線）の仙台開通が東京府と仙台区との移動時間の劇的な短縮のみならず仙台という都市の変化をもたらしたが、1920年代には仙台圏内の鉄道投資が旺盛であった（仙台市電#歴史および宮城野橋参照）。博覧会関係に限っても、1925年（大正14年）6月5日には宮城電気鉄道（現：JR仙石線）が、1926年（大正15年）11月25日には仙台市電が開業し、博覧会開幕直前の1928年（昭和3年）3月28日には市電の循環線が全線開通して、会場と仙台駅や市中心部とを繋ぐ役割を担った。同時に、市電を通すために市街地には新たな広幅員の道路が張り巡らされ、都市構造の変革が起きた。これは、1982年（昭和57年）6月23日の東北新幹線開業による東京都と仙台市の移動時間の劇的な短縮、および、1987年（昭和62年）7月15日の仙台市地下鉄開業による仙台圏の都市構造の変化と対比でき、前後して開催された'87未来の東北博覧会および'89グリーンフェアせんだいと東北産業博覧会も対比できる。
また、東北産業博覧会に合わせて仙台七夕の「飾りつけコンクール」が行われたのを契機に、現在のような華麗な飾りつけが発達して、青葉祭りに代わって仙台を代表する祭りの地位につき、全国に誇る七夕祭りに発展するなど、博覧会に付随して後世の仙台の基盤となるものも生まれた。

## 仙台市で開催された博覧会
会期は、花見シーズン後から梅雨前まで、あるいは、梅雨明けから秋口までとなっている。
- 1876年（明治9年）、宮城博覧会（桜ヶ岡公園（現：西公園））
- 1928年（昭和3年）
  - 4月15日 - 6月3日 - 東北産業博覧会（旧制仙台二中、西公園、榴岡公園）
- 1933年（昭和8年） -  満蒙軍事博覧会（西公園）
- 1935年（昭和10年） - 全国菓子大博覧会（仙台市商工奨励館）
- 1940年（昭和15年） - 興亜時局博覧会（西公園）
- 1950年（昭和25年）
  - 4月20日 - 6月25日 : 東北こども博覧会（榴岡天満宮、仙台駅前広場南側）
- 1967年（昭和42年）
  - 4月14日 - 6月12日 : 東北大博覧会（仙台駐屯地東側広場）
- 1987年（昭和62年）
  - 7月18日 - 9月28日 : '87未来の東北博覧会（仙台港）
- 1989年（平成元年）
  - 7月29日 - 10月16日 : '89グリーンフェアせんだい（泉区・七北田公園、青葉区・勾当台公園）全国都市緑化フェア参照。
- 1997年（平成9年）
  - 7月19日 - 9月29日 : 国際ゆめ交流博覧会（宮城野区・仙台港）